# Materiał jądrowy
Materiał jądrowy – rudy, materiały wyjściowe (źródłowe) lub specjalne materiały rozszczepialne, o których mowa w art. 197 Traktatu ustanawiającego Europejską Wspólnotę Energii Atomowej (IAEA), zwanego "Traktatem Euratom". W 
Polsce sposoby zabezpieczeń materiałów jądrowych określono w roku 2004 w rozporządzeniu Rady Ministrów z dnia 27 kwietnia; w kolejnych latach były modyfikowane w celu dostosowania do dyrektywy ustanawiającej wspólnotowe ramy bezpieczeństwa jądrowego obiektów jądrowych. To rozporządzenie obowiązywało do 2006.
Według słownika IAEA materiał jądrowy, to:
- pluton z wyjątkiem stężeń plutonu-238 powyżej 80%
- uran-233
- uran wzbogacony w izotopy 233 lub 235
- uran zawierający taką mieszaninę izotopów, jaka występuje w przyrodzie, z wyjątkiem rudy lub pozostałości po niej
- każdy materiał zawierający którykolwiek z wyżej wymienionych.

Według ISO 921/97 do specjalnych materiałów jądrowych (special nuclear material) zalicza się:
- pluton
- uran-233
- uran wzbogacony w izotopy uran-233 lub uran-235,
- inny materiał zawierający jakikolwiek z wymienionych izotopów.

Mogą być tak nazywane również inne materiały, które mogą uwolnić znaczącą ilość energii jądrowej.